# Xavi Roca
Xavier Roca Mateo (Barcelona, España, 19 de enero de 1974), conocido deportivamente como Xavi Roca, es un exfutbolista español. Defensa lateral derecho, a lo largo de su carrera participó en la Primera División de España con el FC Barcelona, el Villarreal CF y el RCD Espanyol, así como en el Campeonato de Fútbol de Nueva Zelanda con el Auckland City FC. Actualmente forma parte de la secretaría técnica del AEK Larnaca.

## Trayectoria
Xavi Roca se formó en las categorías inferiores del FC Barcelona. La temporada 1994/95 debutó con el FC Barcelona B en Segunda División y durante tres temporadas se convirtió en uno de los ejes del equipo, llegando a ser el capitán. En este período logró también debutar con el primer equipo, el 26 de mayo de 1996, en un encuentro de liga ante el Deportivo de La Coruña.
La dificultad para hacerse un hueco en el primer equipo azulgrana le llevó a firmar, el verano de 1997, por el CD Logroñés. El club catalán, por su parte, se reservó una opción de recompra, que nunca llegó a ejercer.
Tras una temporada en Segunda con los riojanos, pasó la campaña 1998/99 en el CD Toledo y de ahí al Villarreal CF, también en la categoría de plata. En su primera temporada en el club castellonense logró el ascenso a Primera División.
La temporada 2002/03 pasó al RCD Espanyol, aunque en el club barcelonés apenas dispuso de minutos de jugó. De ahí pasó al Rayo Vallecano y luego por el CE L'Hospitalet y el CE Sabadell, donde llegó a ser capitán.
En 2008 fichó por el Auckland City FC de Nueva Zelanda, donde permaneció una temporada, en la que se proclamó campeón de liga y de la Liga de Campeones de Oceanía.
En 2009 regresó a España para fichar por el CE Europa de Tercera División, compaginando su labor en el césped con su trabajo en los despachos del CE Sabadell como ayudante de la secretaría técnica. En el club graciencese tuvo una presencia prácticamente testimonial -jugó 494 minutos en diez partidos de liga- y al terminar la temporada, con 36 años, colgó las botas.

## Selección nacional
Fue internacional en las categorías sub-15,sub-16, sub-18 y sub-21 de la selección española.

## Palmarés

### Campeonatos nacionales
| Título                                | Club             | País          | Año  |
| ------------------------------------- | ---------------- | ------------- | ---- |
| Campeonato de Fútbol de Nueva Zelanda | Auckland City FC | Nueva Zelanda | 2009 |

### Copas internacionales
| Título                      | Club             | País          | Año  |
| --------------------------- | ---------------- | ------------- | ---- |
| Liga de Campeones de la OFC | Auckland City FC | Nueva Zelanda | 2009 |